# Nanolitografi
Nanolitografi (Nanoimprint litography, NIL) är en metod för att framställa mönster i storleksordningen nanometer. Mönstret "trycks" in i ett substrat med hjälp av en mall. Substratet kan behandlas med flera olika tekniker. NIL kan användas för att framställa bland annat elektronisk och optisk utrustning som till exempel transistorer och lysdioder.